# Andi Zeqiri
Andi Zeqiri (ur. 22 czerwca 1999 w Lozannie) – szwajcarski piłkarz, kosowskiego pochodzenia występujący na pozycji napastnika w belgijskim klubie KRC Genk oraz w reprezentacji Szwajcarii. Wychowanek Stade Lausanne Ouchy, w trakcie swojej kariery grał także w takich zespołach jak Lausanne-Sport, Juventus, FC Augsburg, Brighton & Hove Albion F.C i FC Basel.